# Tišina Kaptolska
Tišina Kaptolska falu Horvátországban, Sziszek-Monoszló megyében. Közigazgatásilag Martinska Ves községhez tartozik.

## Fekvése
Sziszek városától 5 km-re északra, községközpontjától légvonalban 7, közúton 8 km-re délre a Száva jobb partján fekszik. Egy a folyóval párhuzamos és két, erre merőleges utcából áll.

## Története
Tišinát 1695-ben „castria ad Tissinam” néven említik. A településnek a Száva jobb partján fekvő része zágrábi káptalan sziszeki uradalmához tartozott, innen kapta későbbi előnevét. A bal parti település az Erdődyek birtoka volt. 1773-ban az első katonai felmérés térképén még egységesen „Dorf Tissina” néven szerepel. A 19. században előbb rövid ideig francia, majd osztrák uralom alatt állt. Tišina Erdedskát és Tišina Kaptolskát 1897-ben különböztetik meg először. Zágráb vármegye Sziszeki járásához tartozott.
1857-ben 158, 1910-ben 247 lakosa volt. 1918-ban az új szerb-horvát-szlovén állam, majd később Jugoszlávia része lett. A II. világháború idején a Független Horvát Állam része volt. A háború után a béke időszaka köszöntött a településre, enyhült a szegénység és sok ember talált munkát a közeli városban. A falu 1991. június 25-én a független Horvátország része lett. 2011-ben 259 lakosa volt.

## Népesség
| Lakosság változása | Lakosság változása | Lakosság változása | Lakosság változása | Lakosság változása | Lakosság változása | Lakosság változása | Lakosság változása | Lakosság változása | Lakosság változása | Lakosság változása | Lakosság változása | Lakosság változása | Lakosság változása | Lakosság változása | Lakosság változása |
| ------------------ | ------------------ | ------------------ | ------------------ | ------------------ | ------------------ | ------------------ | ------------------ | ------------------ | ------------------ | ------------------ | ------------------ | ------------------ | ------------------ | ------------------ | ------------------ |
| 1857               | 1869               | 1880               | 1890               | 1900               | 1910               | 1921               | 1931               | 1948               | 1953               | 1961               | 1971               | 1981               | 1991               | 2001               | 2011               |
| 158                | 133                | 124                | 174                | 211                | 247                | 247                | 262                | 273                | 276                | 323                | 334                | 267                | 308                | 289                | 259                |